# Comuna Șapovalivka, Konotop
Șapovalivka (în ucraineană Шаповалівка) este o comună în raionul Konotop, regiunea Sumî, Ucraina, formată din satele Prîvokzalne și Șapovalivka (reședința).

## Demografie
Componența lingvistică a comunei Șapovalivka
     Ucraineană (98,21%)
     Rusă (1,79%)
Conform recensământului din 2001, majoritatea populației comunei Șapovalivka era vorbitoare de ucraineană (98,21%), existând în minoritate și vorbitori de rusă (1,79%).